# Insa Sparrer
Insa Sparrer (* 1955 in Weiden) ist eine deutsche Psychologin und Psychotherapeutin, die Familienaufstellungen und Lösungsfokussierte Kurztherapien weiterentwickelt hat.

## Leben
Insa Sparrer studierte in München Mathematik, dann Psychologie und ist seit 1989 als Psychotherapeutin in freier Praxis tätig. Sie ist mit dem Logiker Matthias Varga von Kibéd verheiratet. Mit ihm gründete sie 1996 das SySt-Institut für systemische Ausbildung, Fortbildung und Forschung in München. Dort lehrt sie gemeinsam mit anderen die dort entwickelten Systemischen Strukturaufstellungen. Zu ihren Stärken zählt, entgegengesetzte Therapierichtungen in Theorie und Praxis zu verbinden, zum Beispiel Gesprächs- und Hypnotherapie oder im systemischen Bereich konstruktivistische und phänomenologische Ansätze.
Wichtige Lehrer Sparrers waren Virginia Satir, Steve de Shazer und Insoo Kim Berg. Bert Hellinger vertritt eine andere Aufstellungsschule; von deren Arbeitsweise hat sie sich durch Unterzeichnen der Potsdamer Erklärung der Systemischen Gesellschaft zur Aufstellungsarbeit vom Juli 2004 distanziert.
Insa Sparrer arbeitet immer wieder experimentell und hat u. a. das Lösungsgeometrische Interview und die Therapie ohne hörbare Antworten entwickelt. Ihr Hauptwerk Wunder, Lösung und System ist auch in englischer Sprache erschienen. Sie lebt in München und arbeitet in ganz Deutschland, Österreich, der Schweiz, im slowenischen Piran und in Abano Terme in Italien.

## Bücher
- Systemische Strukturaufstellungen. Carl Auer, Heidelberg 2000, ISBN 3-89670-121-5.
- Wunder, Lösung und System. 3. Auflage. Carl Auer Verlag, Heidelberg 2001, ISBN 3-89670-204-1.
  - in englischer Sprache: Miracle, Solution and System. Solutions Books, Cheltenham 2007, ISBN 978-0-9549749-5-4.
- Das unsichtbare Netz. (gemeinsam mit Renate Daimler und Matthias Varga von Kibéd) Kösel, München 2003, ISBN 3-466-30624-8.
- Ganz im Gegenteil. (gemeinsam mit Matthias Varga von Kibéd) 5., überarbeitete Auflage. Carl Auer, Heidelberg 2005, ISBN 3-89670-488-5.
- Einführung in Lösungsfokussierung und Systemische Strukturaufstellung. Carl Auer, Heidelberg 2007, ISBN 978-3-89670-541-9.
- Basics der systemischen Strukturaufstellungen. Kösel, München 2008, ISBN 978-3-466-30787-6.
- Basisformate der Systemischen Strukturaufstellungen. ISBN 978-3-942131-22-3 (gemeinsam mit Matthias Varga von Kibéd)